# Burago di Molgora
Burago di Molgora är en ort och kommun i provinsen Monza e Brianza i regionen Lombardiet i Italien. Kommunen hade 4 246 invånare (2018).